# Cheiramiona dubia
Cheiramiona dubia är en spindelart som först beskrevs av O. Pickard-Cambridge 1874.  Cheiramiona dubia ingår i släktet Cheiramiona och familjen sporrspindlar.
Artens utbredningsområde är Egypten. Inga underarter finns listade i Catalogue of Life.